# Chōkai-Quasi-Nationalpark
Der Chōkai-Quasi-Nationalpark (japanisch 鳥海国定公園, Chōkai Kokutei Kōen) ist ein Quasi-Nationalpark in Japan. Der am 24. Juli 1963 gegründete Park erstreckt sich über eine Gesamtfläche von ca. 290 km² in den Präfekturen Akita und Yamagata, die für die Verwaltung des Parks zuständig sind.
Die Fläche teilt sich dabei auf drei Teilgebiete auf:
- Hauptgebiet: Gegend um den namensgebenden Zwillingsvulkan  Chōkai
- Insel Tobishima (Yamagata)
- Kisakata (象潟)

Als Landschaftlich Schöne Orte ausgewiesene Wasserfälle im Park sind der Naso no Shirataki und Hottai-Wasserfall.
Mit der IUCN-Kategorie V ist das Parkgebiet als Geschützte Landschaft/Geschütztes Marines Gebiet klassifiziert. Die Präfekturen Akita und Yamagata sind für die Verwaltung des Parks zuständig.

## Galerie

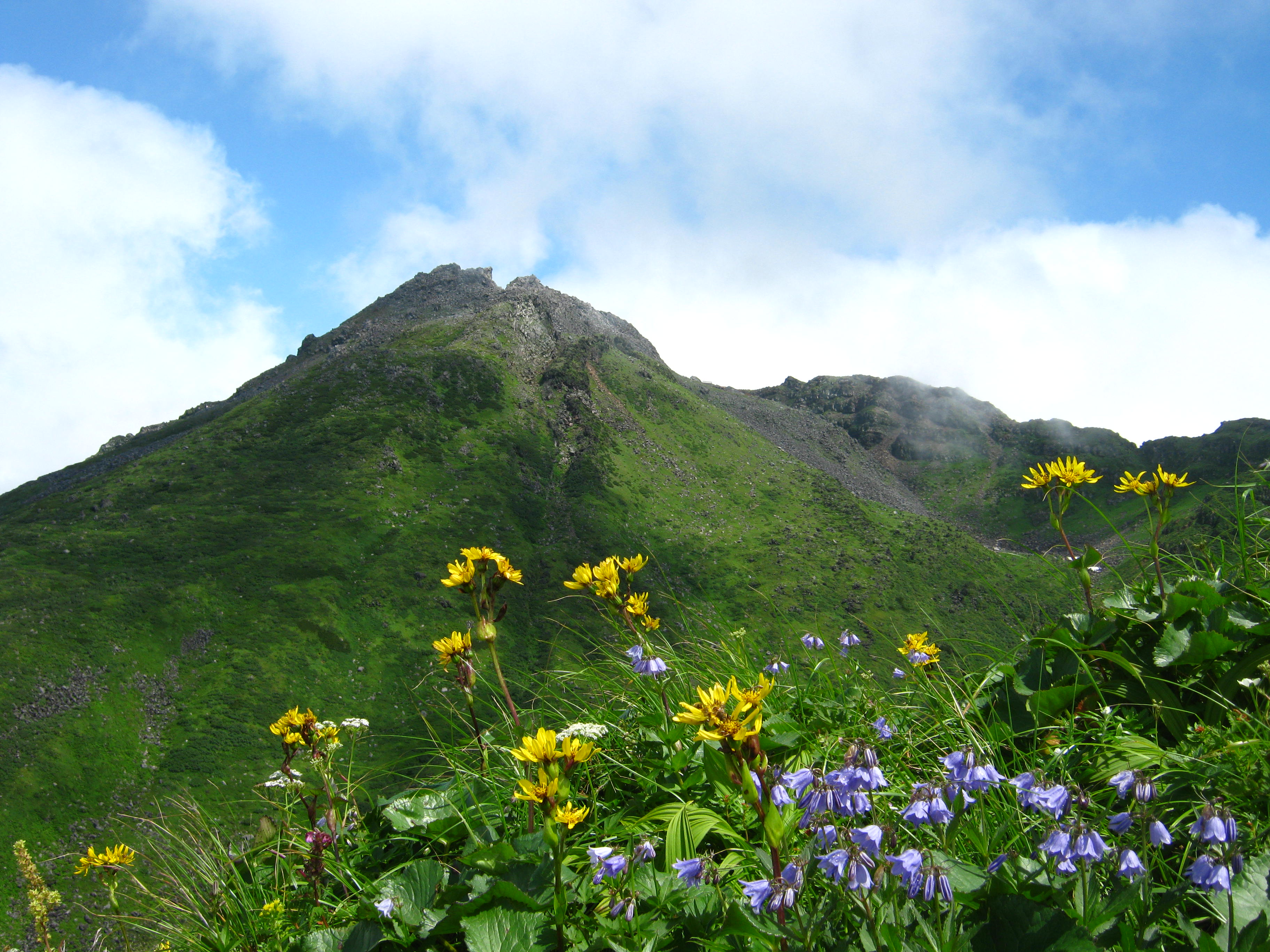
Chōkai von Westen aus gesehen
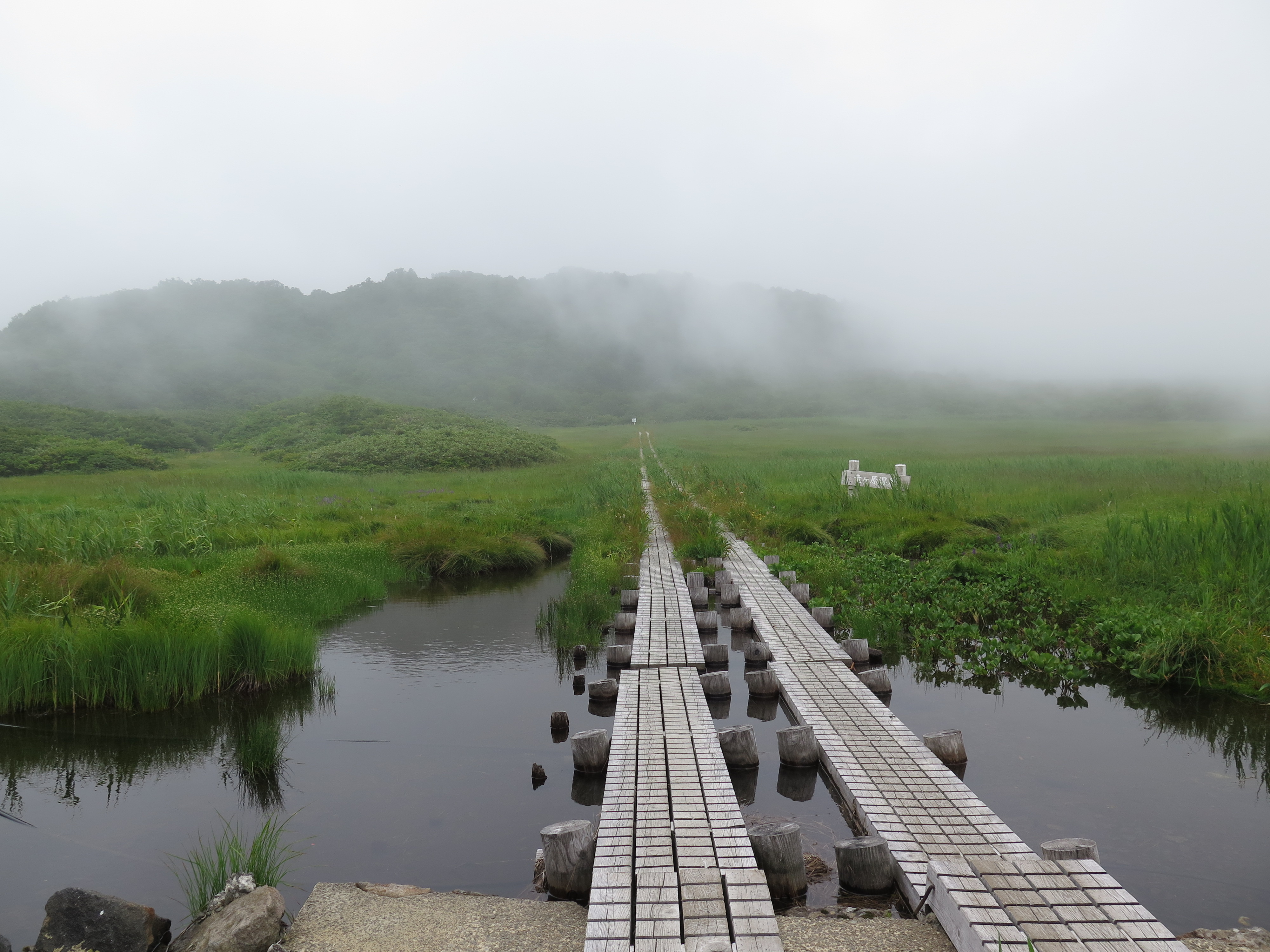
Weg zum Vulkanberg Chōkai
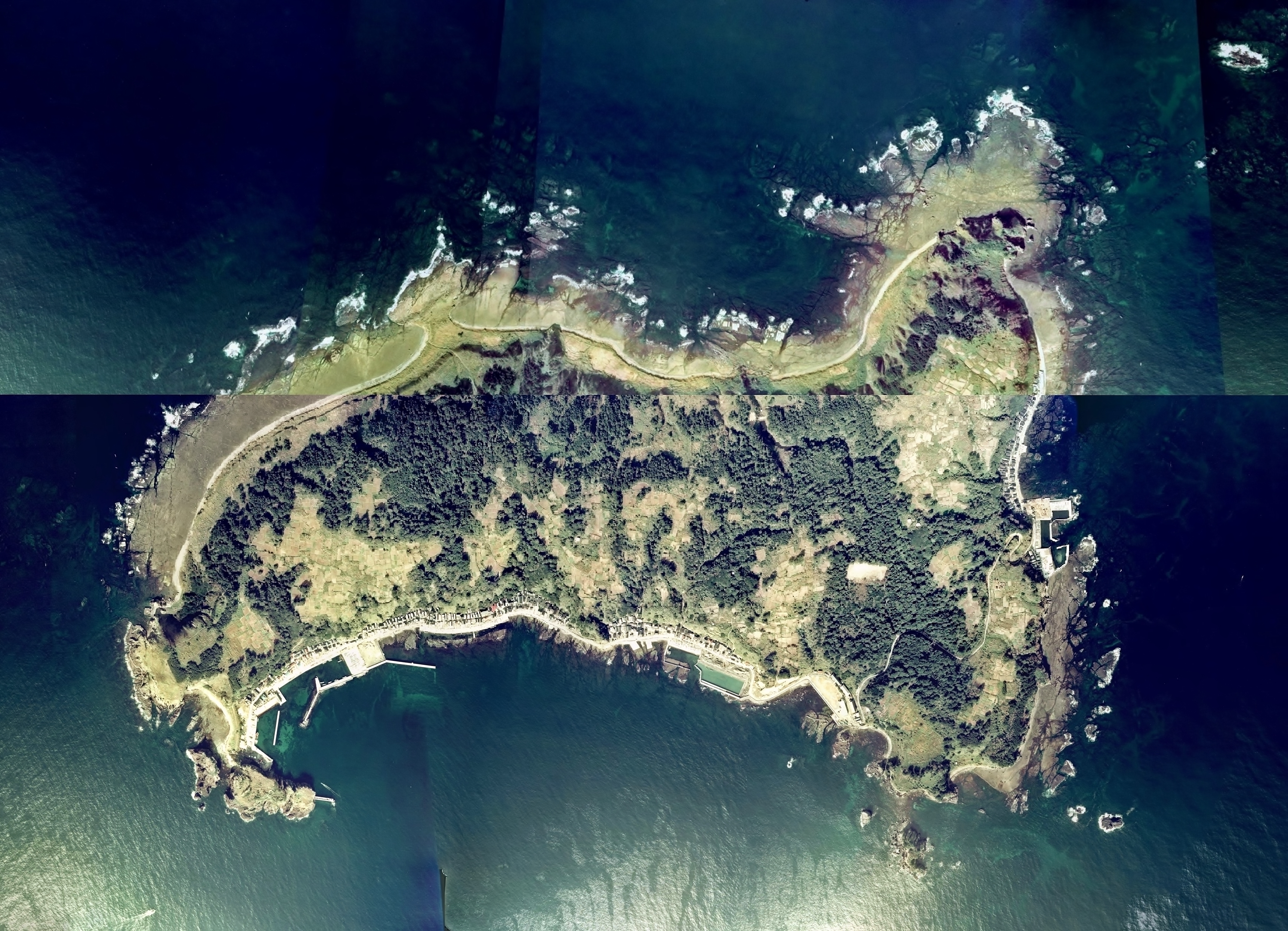
Die Insel Tobishima (jap. 奈曽の白滝, Tobi shima)
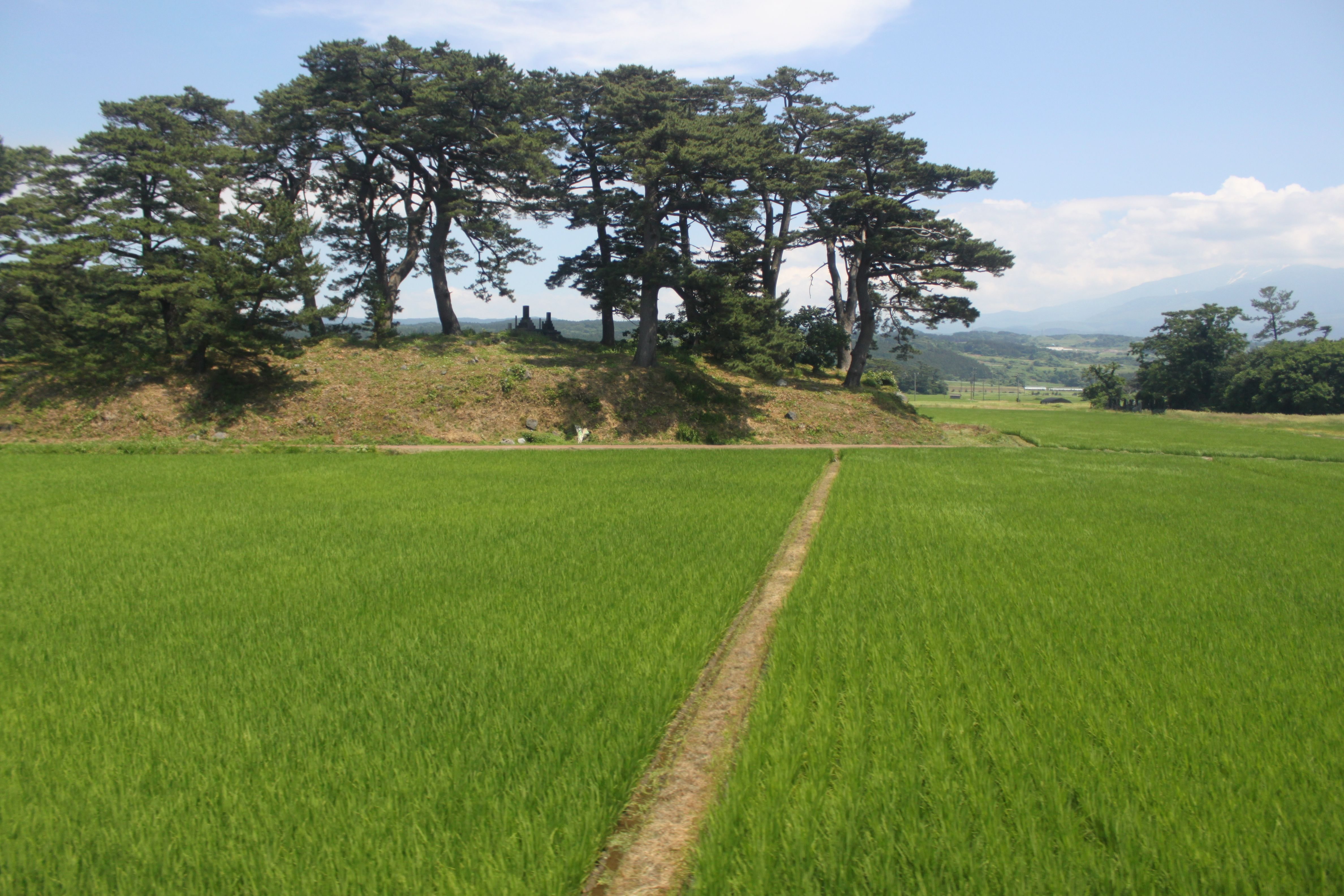
Kisakata